# Denys de La Patellière
Denis Dubois de La Patellière, anomenat Denys de La Patellière, (Nantes, Loira Atlàntic, 8 de març de 1921 − Dinard, Ille i Vilaine, 21 de juliol de 2013) va ser un director de cinema i guionista francès.

## Biografia
Fill d'oficial, Denys de La Patellière prepara el concurs de l'Escola especial militar de Saint-Cyr. Durant la Segona Guerra Mundial, entra en l'Exèrcit francès d'Alliberament. Al final del conflicte, fa carrera en el cinema. El seu cunyat, que treballa en el Comitè d'Organització del Cinema, l'ajuda a entrar com a obrer desenvolupador al laboratori dels Buttes Chaumont. Després, es fa muntador per al diari d'actualitats de la societat de premsa Les Actualités françaises.
La Patellière és ajudant de direcció de Maurice Labro per a L'Héroïque Monsieur Boniface (1948), de Georges Lacombe per a Prélude a la gloire i de Georges Lampin per a Suivez cet homme. Realitza Les Aristocrates el seu primer llargmetratge, el 1955. La pel·lícula destaca Pierre Fresnay, Brigitte Auber i Maurice Ronet. És seguida per Le salaire du péché (1955) amb Danielle Darrieux i Retour de manivelle (1956), una pel·lícula policíaca amb Michèle Morgan.
Ha dirigit drames amb Jean Gabin com a pare de família a Les grandes familles i Rue des Prairies. Gabin ha interpretat també a les pel·lícules Le Tonnerre de Dieu, Le Tatoué i L'assassí (1972). En la seva carrera es troba també una pel·lícula de guerra, Un taxi cap a Tobrouk (1960) i una pel·lícula costumista, La Fabuleuse Aventure de Marco Polo (1963).
Denys de La Patellière va dirigir la seva última pel·lícula per al cinema el 1973, Prêtres interdits prohibits amb Robert Hossein com a sacerdot i la jove Claude Jade. Aquest gran drama basat en les memòries de guerra del director amb com a col·laborador en el guió, François Boyer: la història d'un amor excepcional contra totes les hipocresies continua sent el testament personal de La Patellière.
Denys de La Patellière realitza diversos fulletons televisats, com El Comte de Monte-Cristo (mini-sèrie, 1979), una mini-sèrie de sis episodis adaptada de la novel·la d'Alexandre Dumas, difosa a FR3 (actual France 3) el 1979, i Bonjour maître , fulletó en dotze episodis per a Antenne 2 (actual France 2). Realitza igualment telefilms, com  Paparoff  (1988) amb Michel Constantin. Durant els anys 1990, dirigeix dos episodis de la sèrie Maigret amb Bruno Cremer.
La seva primera novel·la, L'Enfant évanoui, apareix el 2002.

## Vida privada i família
El nom complet és Dubois de La Patellière. La família va ser ennoblida sota la Restauració el 1817.
Un dels seus fills Alexandre de La Patellière, és director i productor. Un altre de fills, Fabrice de La Patellière, és director de ficció de Canal+.

## Premis
Denys de La Patellière és oficial de l'Ordre des Arts i des Lettres.

## Filmografia[5]

### Ajudant de director
- 1949: L'Héroïque Monsieur Boniface de Maurice Labro
- 1950: Casimir de Richard Pottier
- 1950: Prélude a la gloire de Georges Lacombe
- 1950: Uniformes et grandes manœuvres de Re Hénaff
- 1950: Le Tampon du Capiston de Maurice Labro
- 1950: Boniface somnambule de Maurice Labro
- 1951: Les Mousquetaires du Roi de Marcel Aboulker i Michel Ferry
- 1952: Suivez cet homme de Georges Lampin
- 1954: Le Défroqué de Léo Joannon

### Director

#### Cinema
- 1955: Les Aristocrates (director i guionista)
- 1956: Le Salaire du péché (director i guionista)
- 1957: Les Œufs de l'autruche (director i guionista)
- 1957: Retour de manivelle (director i guionista)
- 1958: Thérèse Étienne (director i guionista)
- 1958: Les Grandes Familles (director i guionista)
- 1959: Rue des prairies (director i guionista)
- 1959: Les Yeux de l'amour (director i guionista)
- 1960: Un taxi cap a Tobrouk (Un taxi pour Tobrouk) (director i guionista)
- 1961: Le Bateau d'Émile (director i guionista)
- 1962: Pourquoi Paris ? (director)
- 1963: Tempo di Roma (director)
- 1964: La Fabuleuse Aventure de Marco Polo (director i guionista, co-dirigida amb Noël Howard)
- 1964: Le Tonnerre de Dieu (director i guionista)
- 1965: Du rififi a Paname (director i guionista)
- 1966: El sol negre (Soleil noir) (director i guionista)
- 1966: Le Voyage du père (director i guionista)
- 1968: Caroline chérie (director)
- 1968: Le Tatoué (director)
- 1970: Moto Shel Yehudi (director i guionista)
- 1972: L'assassí (Le Tueur) (director i guionista)
- 1973: Prêtres interdits (director i guionista)

#### Televisió
- 1976: Cinema 16 - episodi "La Manipulation" (Telefilm): director i guionista
- 1977: Un jutge, un Polícia (sèrie TV): director i guionista
- 1978: Les Enquêtes du Comissari Maigret (sèrie TV) - episodi "Maigret i les Témoins Récalcitrants": director
- 1978: Història s de Voyous: el Casse des Reis Mages (Telefilm): director
- 1980: Le Comte de Monte-Cristo (fulletó TV): director
- 1983: Secret diplomatique (sèrie TV): director i guionista
- 1985: Le Paria (fulletó TV): director
- 1987: Bonjour maître (fulletó TV): director
- 1988: Paparoff (sèrie TV): director i guionista
- 1992: L'Affaire Salengro (Telefilm): director
- 1993: Les Épées de Diamant (Telefilm): director i guionista
- 1994: Maigret (sèrie TV) - episodi "Cécile és morte": director i guionista
- 1995: Maigret (sèrie TV) - episodi "Maigret i l'affaire Saint-Fiacre": director i guionista

### Guionista

#### Cinema
- 1954: Le Défroqué de Léo Joannon
- 1958: La Tour, prends garde ! de Georges Lampin
- 1962: Carillons sans Joie de Charles Brabant
- 1964: Du grabuge chez les veuves de Jacques Poitrenaud

#### Televisió
- 1975: Le Renard a l'Ile, Telefilm de Leila Senati
- 1997: Van Loc: un grand Police de Marseille (sèrie TV) - episodi "Pour l'Amour de Marie" de Claude Barrois